# Czarny Dział (Beskid Wyspowy)
Czarny Dział (673 m) – wzniesienie w Beskidzie Wyspowym, znajdujące się w długim i niskim grzbiecie ciągnącym się od Ćwilina po Mszankę w Mszanie Dolnej i kończącym się nad Mszaną wzniesieniami Grunwald i Wsołowa. Grzbiet ten oddziela od siebie doliny potoków Słomka i Łostówka (obydwa są dopływami Mszanki).
Czarny Dział wznosi się ponad miejscowościami Mszana Dolna, Łostówka i Kasina Wielka. Grzbiet jest tylko częściowo zalesiony, w większości pokrywają go pola uprawne i łąki.

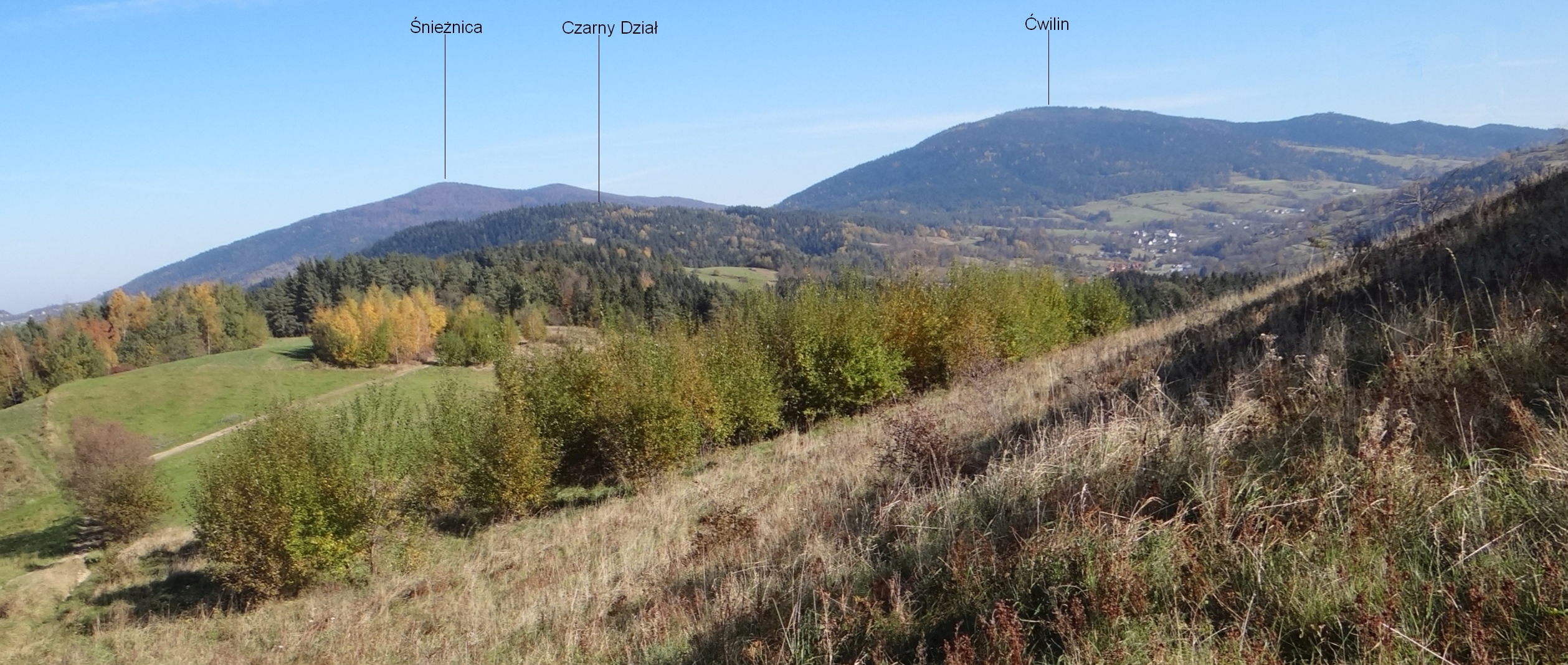
Widok z Wsołowej

## Szlaki turystyki pieszej
– żółty z Mszany Dolnej na Ćwilin. 3:20 h (↓ 2:30 h).